# Charles Negedu
Charles Negedu (10 oktober 1989, Kaduna) is een Nigeriaanse voetballer die momenteel uitkomt voor de Tunesische club Olympique Béja.
Negedu begon zijn loopbaan in zijn thuisstad bij het lokale Kaduna United FC. Hij promoveerde met dat team in 2007 naar de Premier League.
Op 15 januari 2009 ondertekende hij een contract van 5 jaar bij de Tunesische topclub ES Sahel, maar dit avontuur mislukte volledig en nog geen jaar later werd zijn contract verbroken, waarna Negedu weer bij Kaduna United ging spelen.

Opnieuw presteerde hij sterk en 6 maanden later werd hij andermaal opgemerkt door een Tunesische club, namelijk de middenmoter Olympique Béja.